# Rob Norris (homme politique)
Pour les articles homonymes, voir Rob Norris et Norris.
Rob Norris est un homme politique provincial canadien de la Saskatchewan. Il représente la circonscription provinciale de Saskatoon Greystone en tant que député du Parti saskatchewanais de 2007 à 2016.
En juin 2020, il annonce son intention de briguer la mairie de la ville de Saskatoon.

## Biographie
Norris étudie à la Lindsay Thurber Comprehensive High School de Red Deer en Alberta de 1985 à 1988 et ensuite obtient un diplôme en art du Red Deer College (en) en 1990.
Bachelier en art avec distinction de l'Université de Lethbridge avec une spécialisation en histoire américaine et en relations étrangères américaines et canadiennes. Il effectue aussi un maîtrise en arts de l'Université de l'Alberta à Edmonton en 2004.
Il occupe ensuite divers postes à l'Université de Lethbridge, Saskatchewan Polytechnic (en) et l'Université de la Saskatchewan. De décembre 1997 à janvier 1999, il est assistant législatif du député Bob Mills.

### Carrière politique
Candidat défait du Parti libéral de la Saskatchewan dans Saskatoon Eastview en 2003, il débat durant la campagne contre le député Brad Wall de Swift Current et contre le député Eric Cline de Saskatoon Massey Place. À la suite de sa défaite, Wall invite Norris à se joindre au Parti saskatchewanais à titre de conseiller en innovation et futur candidat dans Saskatoon Greystone.
Élu député en 2007, Norris occupe plusieurs postes de ministre dans le gouvernement de Brad Wall, dont ministre de l'Éducation avancée, ministre de l'Emploi et du Travail, ministre de la Justice et ministre de l'Éducation avancée, de l'Employabilité et de l'Immigration. Durant sa carrière, il doit faire face à trois crises majeures avec la grève des universités de Regina et de la Saskatchewan en 2007, la crise de l'Université des Premières Nations en 2010 et la grève de l'Université de la Saskatchewan en 2014. Annonçant ne pas vouloir se représenté en 2016,, il quitte le caucus du Parti saskatchewanais en décembre 2015 et mentionne désormais l'absence d'aile libérale dans le parti malgré la présence des Libéraux au pouvoir à Ottawa,.

### Après la politique
Suivant sa sortie de la politique provinciale, Norris travaille pour le Centre canadien de rayonnement synchrotron (en) de Saskatoon, le Vaccine Infectious Disease Organization & International Vaccine Centre, le Sylvia Fedoruk Centre for Nuclear Innovation et le Global Institue for Food Security.
Il sert également comme consul honoraire du Bangladesh en Saskatchewan, comme observateur d'élection en Tunisie et au Liban pour l'National Democratic Institute for International Affairs et siège au conseil de l'ONG Jeunesse Canada Monde. 

## Controverse
Un procès est organisé contre lui, le premier ministre Brad Wall et le conseil d'administration de l'Université de la Saskatchewan en 2015 en raison du congédiement controversé de la présidente Ilene Busch-Vishniac (en). Le procès est en cours en 2019.